# Szent Mangin Leó-Ignác
Szent Mangin Leó Ignác (Ignace Mangin, kínaiul: 任德芬) (Verny, 1857. július 30. – Csu-kia-hó, 1900. július 20.) szentté avatott jezsuita misszionárius Kínában, aki a bokszerlázadás során vesztette életét.

## Élete
Ignace Mangin 1857. július 30-án született a Franciaországi Metz melletti Vernyben, egy tábornok fiaként. Metzben és Amiensben végzett bölcsészeti tanulmányokat, majd belépett a jezsuita rendbe. Filozófiai tanulmányait a Belgiumi Louvainban végezte el. Filozófiai-teológiai tanulmányainak befejezése után pappá szentelték, és beosztották a délkelet-cselyi misszióba, melyet az 1700-as évek óta a jezsuiták vezettek, olyan sikerrel, hogy 1900-ban már a környéken 50000 katolikus élt. 
Ignác 1882-ben érkezett Kínába, s a Csu-kia-hó község lelkipásztora lett.
A környék folyamatos lázongásai és támadásai ellenére ekkor még kínai katonák segítségével meg tudta menteni a pusztulástól az iskolát, a nyomdát, a kínai nővérek kolostorát és a szemináriumot. Mangin atya ezekről az eseményekről és az előzményekről részletes tudósítást írt a francia jezsuiták folyóiratának, az Études-nek. Ebben egyértelműen leírja, hogy a bokszerek azért támadják a missziót, mert véleményük szerint a meggyengült mandzsu dinasztiát támogatják. Szintén leírja, hogy céljuk az európaiak elűzése és a keresztények megölése.
A bokszerek céljai viszont a helyi hatóságoknak sem voltak egyértelműek, s felszólították a missziót, hogy tegyenek meg mindent a saját védelmük érdekében. Mangin Leó-Ignác ezért sáncokat építtetett, valamint igyekezett minél több élelmiszert összegyűjteni a fosztogatások és támadások miatt 3000 főre nőtt közössége részére. Lelkipásztori érdekekből még egy pappal a francia származású, szintén jezsuita 1872-től Kínában szolgáló Denn atyával bővült ekkor a misszió.
Mangin Leó-Ignác realistán látta sorsukat.  1900. június 10-én egyik utolsó levelében a misszió helyzetének áttekintése után befejezésül ezt írta az Études szerkesztőjének: "Ez minden, kedves Atya, amit jelenlegi helyzetünkről mondhatok Önnek, hogy kívánsága szerint új hírekkel szolgáljak. Amint látja, a helyzet nem rózsás, és emberileg tekintve bőven van félnivalónk. Minden reménytelenség ellenére remélünk az isteni Szív mérhetetlen irgalmában. Folytassa imáit értünk és keresztényeinkért!" 1900. július 28-án utolsó levele fivérének írt levele még többet mond: "Életemet áldozatul adom a lelkek üdvéért és egész családunk jólétéért. Ha majd értesülsz a halálomról, imádkozz értem, és köszönd meg Istennek, amiért arra méltatott, hogy kiválasztott a családunkból erre az áldozatra."
A bokszerek végső támadása 1900. július 14-én kezdődött, de ezt még sikerült elhárítani. Egy nappal később viszont - teljesen váratlanul - a kínai császári hadsereg 2.000 jól felfegyverzett katonája Pekingbe vonultában csatlakozott a támadókhoz. A folyamatos támadások felőrölték az ellenállást, s a misszió július 20-án reggel elesett. Akinek nem sikerült az előző éjszakán elmenekülnie, az a két pap köré gyűlt össze a templomban. A bokszerek a menekülés egyetlen útjaként a keresztény hit megtagadását fogadták el, tehát, ha valaki egy bizonyos, általuk meghatározott ajtón kiment az megmenekülhetett, de egyúttal kijelentette azt, hogy megvallja a keresztény hittől való elszakadását. Ezt a templomban tartózkodók megtagadták, mire a bokszerek a templomot, a benne tartózkodó mintegy 1300 emberrel felgyújtották. Aki kimenekült a lángok közül azt agyonlőtték.

## Tisztelete
A kivégzett vértanúk tisztelete fennmaradt. Az 1955. április 17-én XII. Piusz pápa boldoggá avatott ötvenhat vértanút, amely csak egy kis csoport a 3.000 áldozatból, akiket a bokszerfelkelés követelt a tartományban. 2000. október 1-jén II. János Pál pápa avatta őt és társait szentté.